# Pillingsdorf

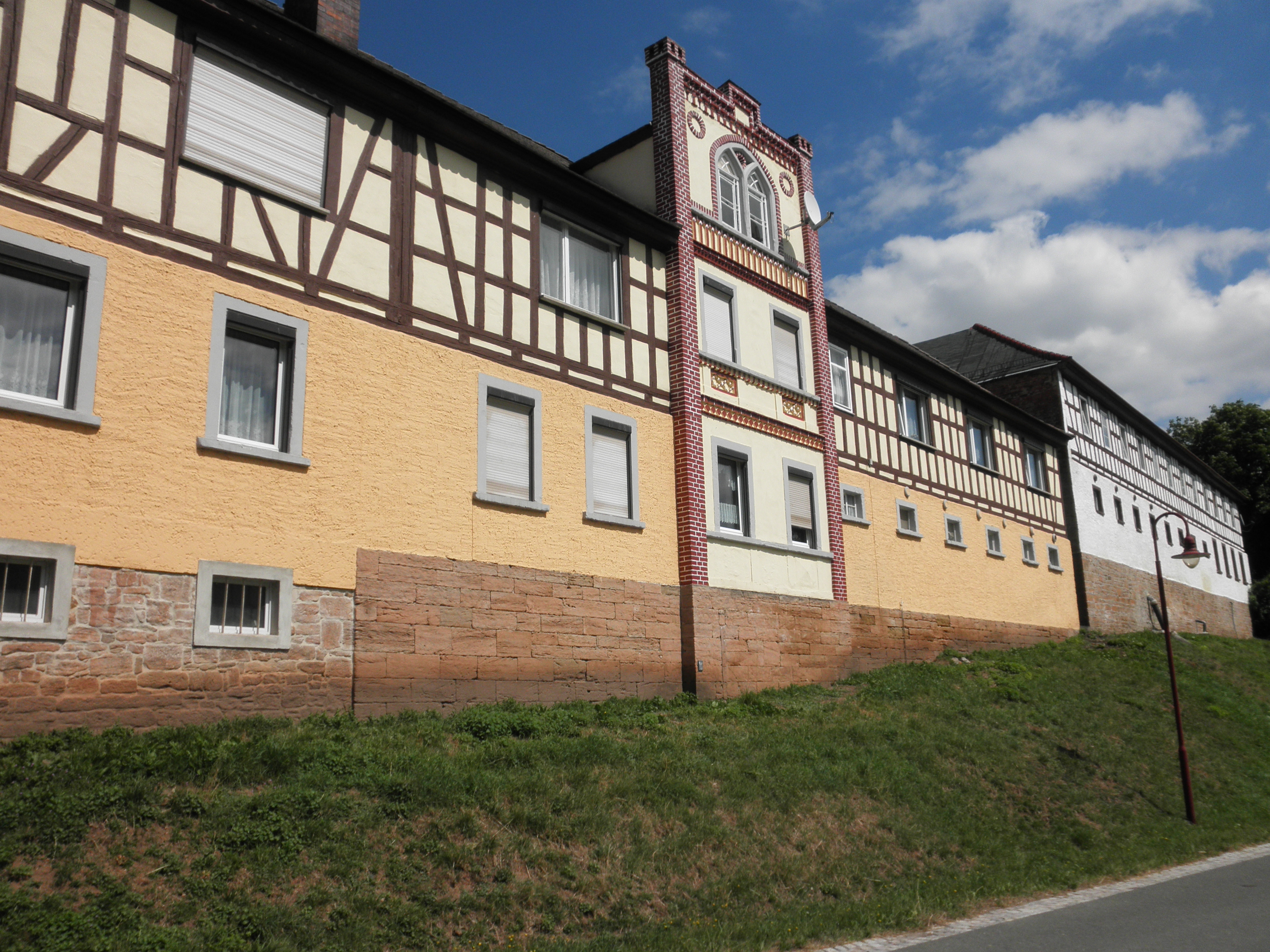
Fachwerkgebäude in Pillingsdorf

Pillingsdorf ist ein Ortsteil der Gemeinde Triptis im thüringischen Saale-Orla-Kreis.
Die Gemeinde bestand aus den Ortsteilen Pillingsdorf und Burkersdorf.

## Geschichte
Am 12. März 1358 wurde Pillingsdorf erstmals urkundlich erwähnt. Es gab bereits einen Pfarrer, daraus folgt, dass es eine Kirche besaß.
Am 1. Juli 1950 wurde die bis dahin eigenständige Gemeinde Burkersdorf eingegliedert. Am 1. Januar 2012 wurde Pillingsdorf nach Triptis eingemeindet. Der Ort weist große fränkische Vierseithöfe in Fachwerkbauweise auf.

### Einwohnerentwicklung
Entwicklung der Einwohnerzahl der Gemeinde Pillingsdorf (jeweils 31. Dezember):
| - 1994: 137 - 1995: 137 - 1996: 150 - 1997: 172 - 1998: 174 - 1999: 179 | - 2000: 186 - 2001: 189 - 2002: 187 - 2003: 191 - 2004: 173 - 2005: 174 | - 2006: 173 - 2007: 170 - 2008: 165 - 2009: 168 - 2010: 168 - 2011: 151 |

Datenquelle: Thüringer Landesamt für Statistik

## Wappen
Das Wappen wurde am 15. Juli 1994 durch das Thüringische Landesverwaltungsamt genehmigt.
Blasonierung: „In Silber mit einem rotbordierten Schildhaupt, das durch einen roten Pfahl gespalten und mit zwei roten Andreaskreuzen belegt ist, auf einem grünen Schildfuß ein schwarzer, linksschreitender Eber mit goldener Bewehrung.“
Der Eber geht auf das bis 1952 geführte Siegel zurück und versinnbildlicht die wildreiche Gegend; der grüne Schildfuß symbolisiert die waldreiche Umgebung des Ortes. Das bordierte Schildhaupt zeigt ein in der Gemeinde typisches Fachwerk; die beiden Andreaskreuze stehen für die beiden Ortsteile.
Das Wappen wurde von dem Goßwitzer Manfred Fischer gestaltet.